# Rodi Khalil

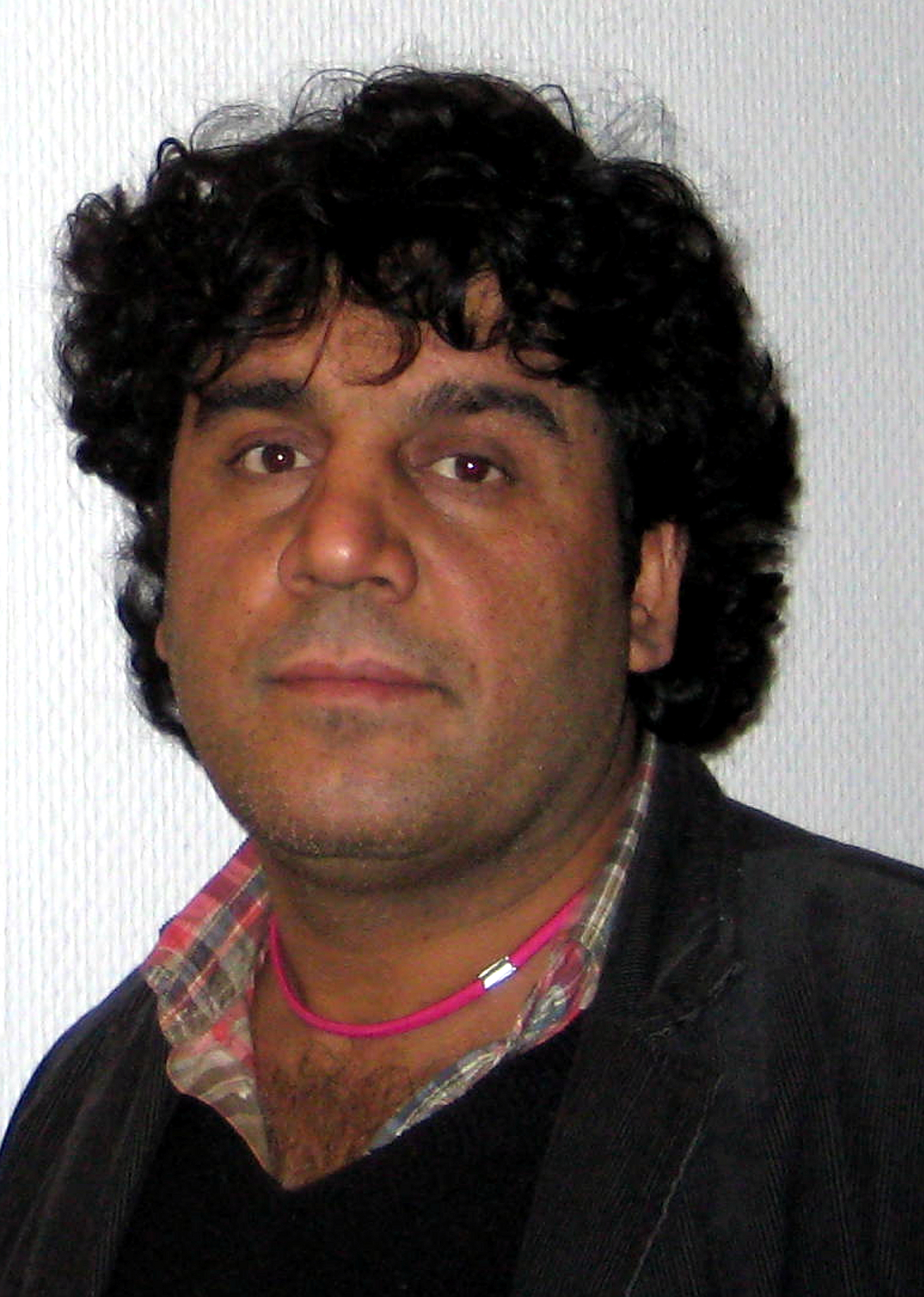
Rodi Khalil (2012)

Rodi Khalil (* Oktober 1973 in Tal Hedat bei Damaskus) ist ein syrischer Künstler kurdischer Volkszugehörigkeit, der seit Anfang der 2000er-Jahre im Asyl in Deutschland lebt. Er betätigt sich vor allem als Maler sowie als Mosaikkünstler.

## Leben
Rodi Khalil wuchs in ärmlichen Verhältnissen in einem Dorf in der Nähe von Damaskus auf und interessierte sich von Kindheit an für Malerei. Nach seiner Schulzeit studierte er von 1995 bis 1999 Kunst und Orientalische Dekoration an der Fakultät für Bildende Kunst der Universität Damaskus. Anschließend arbeitete er unter anderem als Bühnenbildner am Theater von Damaskus und fertigte Dekorationen für verschiedene, in Syrien ausgestrahlte Fernsehfilme an, die von jordanischen Fernsehsendern produziert wurden. Außerdem betätigte er sich als bildender Künstler.
In Syrien war Khalil aufgrund seiner kurdischen Volkszugehörigkeit ständigen Unterdrückungen und Repressionen ausgesetzt, wie auch seine gesamte Familie und wie nahezu alle staatenlosen Kurden in Syrien. Er bekam diese Rechtlosigkeit während seiner Kindheit und der Schul- und Studienzeit sowie während seiner dortigen beruflichen und künstlerischen Tätigkeit immer wieder zu spüren. So bekam er keine Ausweispapiere; zeitweise wurde ihm wie allen Studierenden „ohne Papiere“ nach Razzien die Weiterführung des Studiums verboten und erst nach einiger Zeit wieder erlaubt, und nach Beendigung seines Studiums erhielt er, trotz gleicher erbrachter Leistungen wie alle anderen Absolventen, kein vollwertiges Diplom. Während und nach Abschluss seines Studiums hatte er verschiedene Kunstausstellungen in der Ukraine, im Libanon, in Kuwait, England (London) und den USA (New York), an denen er jedoch nicht persönlich teilnehmen konnte, weil ihm jeweils Aus- bzw. Einreise wegen fehlender Ausweispapiere verweigert wurden.
Khalil kam Ende 2003 als politischer Flüchtling und Asylbewerber nach Deutschland, wo er seine künstlerische Arbeit fortsetzte. Daneben wirkte er unter anderem bei den Dekorationen für einen in Deutschland produzierten Film mit. Er lebte von 2004 bis 2010 im niedersächsischen Westerstede, wo er insbesondere bekannt wurde durch verschiedene Mosaikrestaurierungen und durch die von ihm kuratierte Kunst- und Kulturausstellung Rhodo 2010, die begleitend zu den Rhododendronfesttagen 2010 ausgewählte Arbeiten von Künstlern aus dem Ammerland zeigte. Seitdem Kahlil in Deutschland lebt, hatte er weitere Kunstausstellungen in Deutschland, den Niederlanden, der Türkei und Spanien. Khalil ist Mitglied im Bundesverband Bildender Künstlerinnen und Künstler (BBK Bremen) und in der Internationalen Gesellschaft der Bildenden Künste (IGBK).
Rodi Khalil lebt seit 2010 in Bremen.

## Künstlerisches Werk
Khalils künstlerisches Ausdrucksmittel ist vor allem die Malerei, außerdem befasst er sich mit Mosaikkunst und schreibt Gedichte. Sein Malstil ist nach eigenen Angaben eine Mischung aus impressionistischer und expressionistischer Kunst. In seinen Bildern beschäftigt er sich mit der Bildsymbolik alter Kulturen, wie der Assyrer, Marer und Meder, und zeigt dabei die „Schönheit der syrischen Mythologie und Kultur“, aber auch „Trauer, Hunger und Unterdrückung“. Die dominierende Verwendung der Farbe „Braun“ führt er auf seine Kindheitserfahrungen zurück, als er oft mit nassem Sand und Schlamm auf Straßen und Häuserwände seines Heimatdorfes malte, sowie in den umliegenden Bergen befindliche Berghöhlen mit alten, überwiegend in brauner Farbe ausgeführten Wandmalereien besuchte. Diese historischen Wandmalereien imponierten ihm als Kind sehr. Khalil malt hauptsächlich auf Leinwand, manchmal auch auf Holz. Seine Farben mischt er selbst, wobei er vor allem Naturfarben verwendet, auf der Basis von Ton, Olivenöl, Eiweiß oder Baumharz, vermischt mit Farbpigmenten.
Als Mosaikkünstler restaurierte Khalil unter anderem für das Nationalmuseum in Damaskus historische Exponate und setzte Mosaiken wieder zusammen. Außerdem war er in der syrischen Stadt Hama an der Restaurierung eines der „größten Mosaiks der Welt“ mit einer Fläche von 600 Quadratmetern beteiligt. Ende der 2000er-Jahre rekonstruierte und restaurierte er in seinem damaligen Wohnort Westerstede mehrere großflächige Wandmosaiken des Künstlers Georg Schmidt-Westerstede (1921–1982). So rekonstruierte er unter anderem von 2009 bis 2010 das im Jahr 1965 von Schmidt-Westerstede geschaffene Glasmosaik „Pferde“, das sich an der Außenwand eines Mehrfamilienwohnhauses in Westerstede befunden hatte und 2008 bei Sanierungsarbeiten vollständig zerstört worden war. Nach Protesten aus der Bevölkerung wurde von der verantwortlichen Wohnungsbaugesellschaft der ortsansässige „Mosaikexperte“ Khalil mit der originalgetreuen Wiederherstellung des zwei mal sechs Meter großen Kunstwerks beauftragt, bei der Khalil dann anhand von Fotos rund 25.000 noch vorhandene Glassteinchen verarbeitete, und rund 1.500 verloren gegangene ersetzte. Letztlich wurde das rekonstruierte Glasmosaik an einem neuen Standort, einer Giebelwand des Westersteder Amtsgerichts, angebracht und dort im August 2010 eingeweiht.
In seinen neuen Bildern widmet er sich dem Thema „Musik“ als „verbindendem Element zwischen der Kulturen der Welt“. Musik sei die Sprache des Volkes, meint Khalil; alle Menschen hätten ihre Musik, und trotz der Vielzahl der Formen und Arten von Musik, sei diese für alle verständlich und brauche keinen Dolmetscher.

## Ausstellungen (Auswahl)

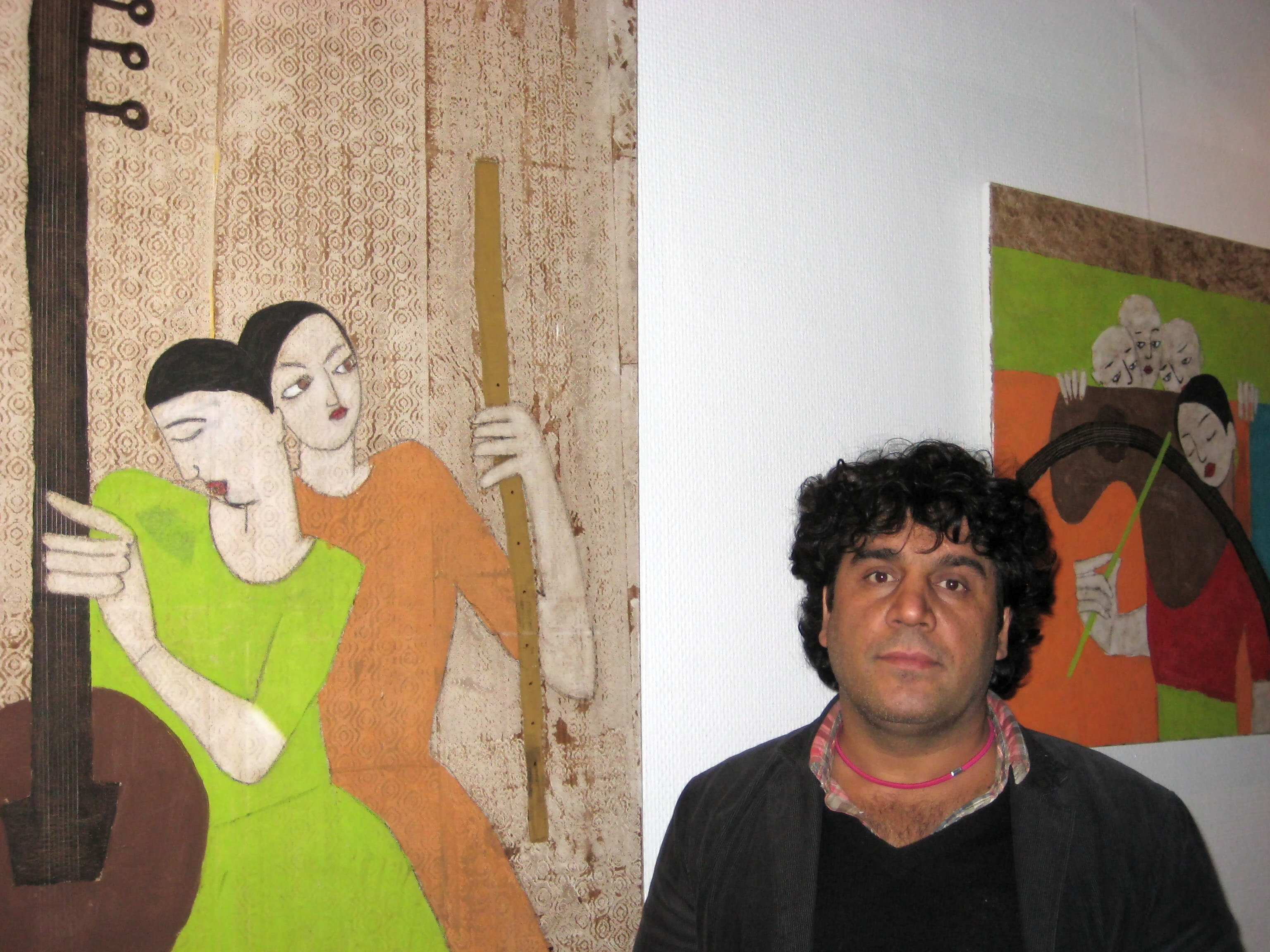
Rodi Khalil mit zwei Bildern aus seiner Serie „Musik – Sprache der Welt“ (2012)

### Einzelausstellungen
- 1990: Damaskus, Syrien
- 1995: Kiew, Ukraine
- 1996: Beirut, Libanon
- 1998: Kuwait, Kuwait
- 2004: Carl von Ossietzky Universität Oldenburg in Oldenburg (Oldenburg), Niedersachsen/Deutschland
- 2005: Wustrow-Neritz (Wendland), Niedersachsen
- 2005: Rotterdam, Niederlande
- 2007: Kurdish Museum in London, England (Kurator: Jawad Malla)
- 2007: Westerstede, Niedersachsen
- 2007: Oldenburg (Oldenburg), Niedersachsen
- 2008: Hamburg, Deutschland
- 2008: TGC Basın Müzesi Sanat Galerisi (engl. TGC Press Museum Art Gallery) in Istanbul, Türkei[10]
- 2009: La vuelta del arte in Castellon, Spanien
- 2009, 2010, 2011: Kulturelle Landpartie im Wendland, Niedersachsen
- 2010: Interkulturelle Woche in Wismar, Mecklenburg-Vorpommern
- 2010: Bürgerhaus Weserterrassen in Bremen
- 2011: Rotterdam, Niederlande
- 2011: Kulturzentrum Lagerhaus in Bremen
- 2011: Westerstede, Niedersachsen
- 2012: Bürgerzentrum Neue Vahr in Bremen

### Gruppenausstellungen
- 1999: London, England
- 2000: Aleppo, Syrien
- 2001: Damaskus, Syrien
- 2002: New York, USA
- 2003: Ulm, Baden-Württemberg/Deutschland
- 2007: Museum für Kommunikation in Hamburg